# سیارک ۲۱۶۲۹
سیارک ۲۱۶۲۹ (به انگلیسی: 21629 Siperstein، نامگذاری:1999NT8) بیست و یک هزار و ششصد و بیست و نهمین سیارک کشف شده‌است که در ۱۳ ژوئیه ۱۹۹۹ کشف شد.
قدر مطلق سیارک برابر ۸.۹ است.